# Insenatura di Martel
L'insenatura di Martel è un seno che forma la parte nord-orientale della baia dell'Ammiragliato, sull'isola di re Giorgio, nelle Isole Shetland Meridionali, al largo dell'Antartide.

## Storia
L'insenatura e la maggior parte delle sue caratteristiche costitutive furono tracciate nel dicembre 1909 dalla quarta spedizione antartica francese guidata da Jean-Baptiste Charcot e venne chiamata "Fiord Martel" in onore di J. L. Martel, un politico francese. All'inizio dell'insenatura si trova il crinale montuoso dello sperone Ullmann.

## Caratteristiche
Visca Anchorage, che venne denominata da Charcot per un conoscente di Montevideo è la baia nordoccidentale dell'insenatura di Martel. All'interno della baia si trova Sea Leopard Patch, un banco con una profondità minima di 18 m. Fu tracciato nel 1927 dal personale della Discovery Investigations, sulla Discovery, e prese il nome dalla foca leopardo, Hydrurga leptonyx.